# MV Velorum
MV Velorum eller HD 89890, är en multipelstjärna med minst fyra komponenter i den södra delen av stjärnbilden Seglet. Den har en skenbar magnitud av ca 4,50 och är synlig för blotta ögat där ljusföroreningar ej förekommer. Baserat på parallax enligt Gaia Data Release 2 på ca 2,65 mas, beräknas den befinna sig på ett avstånd på ca 1 200 ljusår (380 parsek) från solen. Den rör sig bort från solen med en heliocentrisk radialhastighet på ca 10 km/s.

## System
Washington Double Star Catalog listar tre synliga komponenter i MV Velorum. Den ljusaste, komponent A, har visuell magnitud 4,50. Komponent B har en magnitud på 7,179, och låg år 2000 med en vinkelseparation på 7,10 bågsekunder från A, vid en positionsvinkel (PA) på 102°. Komponent C är en stjärna av magnitud 9,125 med en separation på 36,20 bågsekunder från A vid en PA på 191°. Den fysiska förbindningen mellan stjärnorna utgår från deras dynamiska parallax och medelhastighet. De tre komponenterna A, B och C har parallax enligt Gaia Data Release 2 på 2,6564 ± 0,2314 mas, 2,1771 ± 0,0490 mas respektive 1,6097 ± 0,0400 mas.

## Egenskaper
Primärstjärnan MV Velorum A är en blå jättestjärna av spektralklass B3 III klassificerad som en Be-stjärna. Den har en radie på ca 10 solradier och utsänder från dess fotosfär energi motsvarande ca 3 080 gånger solen vid en effektiv temperatur av ca 15 000 K. Stjärnan visar fotometriska variationer med flera perioder runt 4,6 dygn och linjeprofilvariationer med en period på 2,318 dygn. Dess radiella hastighet är konstant.

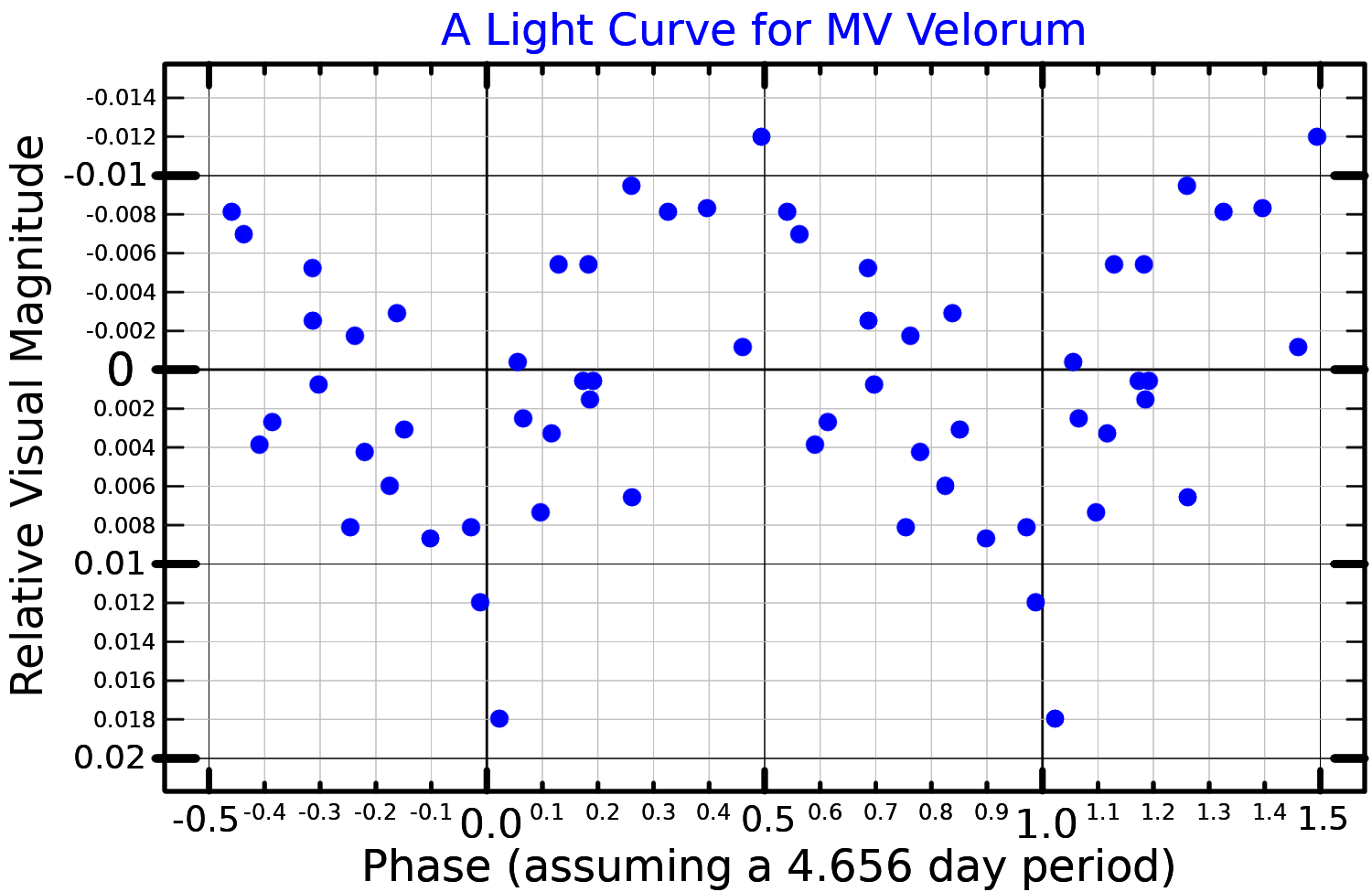
Ljuskurva i visuella bandet för MV Velorum, anpassad från Sterker et al. (1996) NASA:s TESS-data

Komponenten B visar en variation i spektra som överensstämmer med att den är en dubbelsidig spektroskopisk dubbelstjärna. Den ljusare delen (Ba) är en kiselstjärna med en klass A0 IVpSi, medan den svagare komponenten (Bb) är av spektraltyp A2. Komponent C har spektralklass av K0 III, vilket anger att det är en utvecklad jättestjärna. Den uppmätta effektiva temperaturen för C är 5 500 K. Det faktum att komponent A sannolikt delar ett gemensamt ursprung med C tyder på att den förra är mycket äldre än förväntat och faktiskt kan vara en blå eftersläntrare bildad från sammanslagning av en snäv dubbelstjärna. Detta kan ha orsakats av gravitationspåverkan från en osynlig följeslagare till A.